# Niedermurach
Niedermurach je obec v německé spolkové zemi Bavorsko, v zemském okrese Schwandorf v administrativním obvodu Horní Falc. Obec má 1255 obyvatel.

## Poloha
Niedermurach leží v regionu Horní Falc - sever, na potoce Murach pod hradní zříceninou Haus Murach.

### Sousední obce
Niedremurach sousedí s následujícími obcemi: od severu Teunz, Oberviechtach, Dieterskirchen, Schwarzhofen, Altendorf a Guteneck.
| Růžice kompasu | Guteneck  | Teunz        | Teunz          | Růžice kompasu |
| Růžice kompasu | Guteneck  | Sever        | Oberviechtach  | Růžice kompasu |
| Růžice kompasu | Guteneck  | Niedermurach | Oberviechtach  | Růžice kompasu |
| Růžice kompasu | Guteneck  | Jih          | Oberviechtach  | Růžice kompasu |
| Růžice kompasu | Altendorf | Schwarzhofen | Dieterskirchen | Růžice kompasu |

## Historie
První zmínka o Murachu pochází z roku 1110. Obec byla součástí kurfiřtské Falce. Roku 1777 přešla do majetku bavorského kurfiřtství a tvořila uzavřené panství baronů z Murachu, jejichž sídlem byl zámek Niedermurach.
Současná obec vznikla v průběhu správních reforem v Bavorském království na základě obecního výnosu z roku 1818.